# Thịnh Liệt
Thịnh Liệt là một phường thuộc quận Hoàng Mai, thành phố Hà Nội, Việt Nam.

## Dân số
Phường Thịnh Liệt có diện tích 2,94 km², dân số năm 2021 là 38.738 người, mật độ dân số đạt 13.176 người/km².

## Địa lí hành chính
| Khu vực   | Giáp với khu vực                     |
| --------- | ------------------------------------ |
| Phía Đông | Phường Yên Sở, quận Hoàng Mai        |
| Phía Tây  | Phường Định Công, quận Hoàng Mai     |
| Phía Tây  | Phường Đại Kim, quận Hoàng Mai       |
| Phía Nam  | Phường Hoàng Liệt, quận Hoàng Mai    |
| Phía Nam  | Phường Yên Sở, quận Hoàng Mai        |
| Phía Bắc  | Phường Giáp Bát, quận Hoàng Mai      |
| Phía Bắc  | Phường Tân Mai, quận Hoàng Mai       |
| Phía Bắc  | Phường Tương Mai, quận Hoàng Mai     |
| Phía Bắc  | Phường Hoàng Văn Thụ, quận Hoàng Mai |
| Phía Bắc  | Phường Phương Liệt, quận Thanh Xuân  |

## Lịch sử
Cùng với các làng cổ ở xung quanh kinh thành Thăng Long xưa như kẻ Mơ, kẻ Bưởi, kẻ Noi, kẻ Mọc,... Thịnh Liệt cũng như các làng cổ đó có tên nôm là kẻ Sét. Kẻ Sét xa xưa có 8 làng từ làng Nhất đến làng Tám mà tên chữ là từ Giáp Nhất đến Giáp Bát. Trải qua các thời kì lịch sử có sự thay đổi: làng Ba, làng Năm nhập vào Làng Tư.
Thịnh Liệt trước kia là một trong 25 xã thuộc huyện Thanh Trì, ngoại thành Hà Nội, cách trung tâm nội thành khoảng 6 km về phía tây nam. Phía bắc, xã giáp phường Tân Mai, phía tây bắc giáp phường Giáp Bát và xã Định Công, phía đông và đông nam giáp xã Yên Sở, tây và tây nam giáp xã Đại Kim và xã Hoàng Liệt.
Từ trước thế kỉ thứ 15, Thịnh Liệt gọi là động Cổ Liệt. Tại đây, Hồ Hán Thương có dự định xây cung điện để rời Tây đô về.
Đầu thế kỉ 19, Thịnh Liệt từ các thôn từ Giáp Nhất đến Giáp Bát thuộc tổng Hoàng Mai, huyện Thanh Trì, phủ Thường Tín, trấn Sơn Nam Thượng (năm Minh Mạng thứ ba 1822 đổi là Trấn Sơn Nam).
Đầu thế kỉ 20, các thôn của Thịnh Liệt được gọi là xã và cùng với Tương Mai thuộc tổng Thịnh Liệt, huyện Thanh Trì.
Khi Thực dân Pháp lập ra Đại lý Hoàn Long, một đơn vị hành chính trực thuộc thành phố Hà Nội thì Thịnh Liệt thuộc Đại lý Hoàn Long.
Cách mạng Tháng Tám thành công, chính quyền về tay nhân dân, các làng xã của Đại lý Hoàn Long vẫn thuộc thành phố Hà Nội, hình thành một vùng đất ngoại thành Thủ đô, lập các đơn vị hành chính gọi là khu. Thịnh Liệt thuộc khu Đề Thám.
Trong thời kì đầu chống Thực dân Pháp xâm lược, Thịnh Liệt thuộc quận 6, ngoại thành Hà Nội. Từ cuối năm 1947 đến năm 1950, do yêu cầu của cuộc kháng chiến, thuộc liên quận huyện 3, rồi Trấn Nam, rồi quận ngoại thành Hà Nội.
Năm 1954, hòa bình lập lại, Thịnh Liệt gồm các thôn: Giáp Nhất, Giáp Nhị, Giáp Tứ, Giáp Lục thuộc quận Quỳnh Lôi, sau đổi thành quận 7, ngoại thành Hà Nội.
Khi tiến hành cuộc cải cách ruộng đất, các thôn Giáp Nhất, Giáp Nhị, Giáp Tứ, Giáp Lục của Thịnh Liệt là một xã lấy tên là xã Đoàn Kết. Các thôn: Giáp Nhất, Giáp Bát cùng với thôn Tương Mai thành một xã là xã Hoàng Văn Thụ. Sau đó hai thôn Giáp Thất, Giáp Bát lại sáp nhập về xã Đoàn Kết thuộc quận 7, ngoại thành Hà Nội. Đến năm 1961, ngoại thành Hà Nội mở rộng lần thứ nhất, thành lập 4 huyện, xã Đoàn Kết thuộc huyện Thanh Trì.
Năm 1964, thực hiện Nghị quyết của Hội đồng nhân dân thành phố về đổi tên một số đường phố và xã ngoại thành cho phù hợp với giai đoạn lịch sử mới, phát huy truyền thống tốt đẹp của đất ngàn năm văn vật, xã Đoàn Kết được quyết định lấy lại tên cũ đã có từ thế kỉ 15 là xã Thịnh Liệt. Năm 1973, do mở rộng nội thành các thôn Giáp Thất, Giáp Bát thuộc phường Giáp Bát, Giáp Lục thuộc phường Tân Mai, quận Hai Bà Trưng.

## Các danh nhân quê hương, đất nước

### Bùi Xương Trạch
Bùi Xương Trạch đỗ Tiến sĩ khoa Mậu Tuất năm Lê Hồng Đức thứ 9 (1478). Ông làm quan dưới triều Lê Thánh Tông, chức Binh bộ thượng thư, chưởng lục bộ kiêm Quốc tử giám tế cửu. Ông là tác giả bài Quảng Văn đình ký nổi tiếng. Bài ký đình Quảng Văn không chỉ là một áng văn chương mô tả về ngôi đình có kiến trúc "dẫu đẹp mà không lộng lẫy" mà là một tác phẩm ngợi ca một triều vua gần dân, chính trực, mong muốn "việc nước cốt để cho sự tai nghe mắt thấy của muôn phương", "nhân dân bốn phương nghe đức hóa mà vui mừng, vâng theo đức ân mà cổ vũ, trông thịnh trị hòa vui...".

### Lê Bá Ly
Lê Bá Ly từng giữ chức Nam đạo tướng quân dưới triều Mạc. Ông là một trong những người có công giúp vua Lê Trung Tông (1550) khôi phục cơ nghiệp Nhà Lê, thu hồi kinh thành Thăng Long. Gia phả Lê Bá Ly có dành riêng một mục nhan đề: "Công đức sự tích bảo lục" ghi về bốn sự việc lớn của con cháu ông đời sau góp phần xây dựng lại chùa Sét.

### Bùi Vịnh
Bùi Vịnh là nhà văn, hiệu Thanh Khê. Ông đậu Bảng nhãn khoa Nhâm Thìn (năm 1532). Tác phẩm của ông còn lưu truyền chữ Hán có Thơ Ngũ ngôn trường thiên có 49 vần và Phú Đế Đô hình thắng, bằng chữ Nôm có Cung trung bảo huấn. Phú Đế đô hình thắng ca ngợi vẻ đẹp hình thế đất Thăng Long thể hiện niềm tự hào về kinh đô văn vật, cổ kính. Cung trung bảo huấn là bài phú Nôm 8 vần 24 liên. Bài phú dùng nhiều điển cố Hán học uyên thâm, cầu kỳ. Đây là một tác phẩm được viết bằng tiếng Việt lưu loát, uyển chuyển. Tuy có hạn chế về nội dung nhưng có thể xem là một cứ liệu văn học chứng tỏ sự phát triển ngày càng mạnh của ngôn ngữ văn học chữ Nôm ở thế kỉ thứ 10.

### Bùi Huy Bích
Bùi Huy Bích là nhà nghiên cứu, nhà thơ Việt Nam, hiệu Tồn Am. 19 tuổi ông đậu giải nguyên trường Sơn Nam (1792). Sau đó ông được theo học Lê Quý Đôn và vì nhà nhà nghèo được Lê Quý Đôn nuôi cho ăn học. Ông đậu Hoàng giáp khoa Kỷ Sửu (năm 1769). Tác phẩm của Bùi Huy Bích, về biên soạn có các bộ: Hoàng Việt thi tuyển, Hoàng Việt văn tuyển; về sáng tác của ông có Lữ trung tạp thuyết, Bích câu thi tập, Nghệ An thi tập, Thoái Hiên thi tập,... Về phương diện sáng tác, tác phẩm của Bùi Huy Bích phần lớn viết vào giai đoạn trước thời Tây Sơn. Thơ ông có những bài viết về cuộc sống nghèo khổ của nhân dân khá hiện thực. Ông có những bài thơ tả cảnh những người đói, húp từng lưng cháo được chẩn cấp; ông xót xa nghĩ đến những người phải chết đường, chết chợ, không có mảnh chiếu để chôn. Ông nhận xét nhân dân sống nghèo khổ là do thiên tai, địch họa và do chính sách địa tô, thuế khóa và binh dịch nặng nề. Ngoài những bài viết về nỗi khổ của dân chúng, Bùi Huy Bích viết nhiều về thiên nhiên vùng Thăng Long. Thiên nhiên trong thơ ông mộc mạc, giản dị ghi được những nét đặc trưng của địa phương trong những bức tranh thiên nhiên ấy.